# Chroniques de la Lune noire
Les Chroniques de la Lune noire est une série de bande dessinée française de type médiéval-fantastique publiée depuis 1989 et retraçant les aventures épiques de son personnage principal, Wismerhill. Il s'agit de « l'une des principales séries françaises héroïco-fantaisistes ».

## Création de la série
La série est imaginée par François Froideval. Initialement, celui-ci avait commencé la rédaction d'un roman alors qu'il résidait aux États-Unis, en 1982. Il avait déjà écrit les deux premiers chapitres, lorsqu'une erreur de manipulation informatique lui fait perdre définitivement le travail réalisé. Il abandonne alors le sujet. Mais à son retour en France, il fait connaissance avec Olivier Ledroit. Appréciant son dessin très typé fantasy, il lui propose l'histoire imaginée, comme base à un scénario de bande dessinée.

## Résumé
Les Chroniques de la Lune noire relatent le destin épique du jeune Wismerhill et de ses compagnons, dans un univers médiéval fantastique dominé par le conflit entre des puissances divines, et sur l'échiquier duquel les héros vont jouer un rôle central. Le scénario se caractérise par une trame machiavélique qui contraste avec l'humour décalé des personnages.
L'Oracle prédit à l'Empereur de Lyhnn la venue de « l'Archer Chien de métal » qui causera la fin de son empire. Wismerhill (de Whispers Hill, la colline aux murmures), un demi-elfe ténébreux, se trouve de par son destin exceptionnel au centre d'enjeux colossaux opposant l'Empereur au maître de la Lune noire, l'archimage Haazeel Thorn.
Cette série de bande dessinée, dont le premier épisode remonte à la fin des années 1980, est très fortement inspirée de l'univers des jeux de rôle médiévaux-fantastiques des années 1980-1990, dont Froideval a une longue expérience en tant que scénariste, peignant un univers riche en guerres et en magie, où la surenchère constante des forces en jeu donne toute l'ampleur au rôle de ses protagonistes.

## Albums
| N° | Titre                        | Scénariste | Dessinateur/Coloriste | Première publication | Éditeur                                                          | Nb de pages |
| -- | ---------------------------- | ---------- | --------------------- | -------------------- | ---------------------------------------------------------------- | ----------- |
| 1  | Le Signe des ténèbres        | Froideval  | Ledroit               | 1989                 | Zenda Collection « Technicolor » (1re édition), puis « Fantasy » | 44          |
| 2  | Le Vent des dragons          | Froideval  | Ledroit               | 1990                 | Zenda Collection « Technicolor » (1re édition), puis « Fantasy » | 44          |
| 3  | La Marque des démons         | Froideval  | Ledroit               | 1991                 | Zenda Collection « Fantasy »                                     | 44          |
| 4  | Quand sifflent les serpents  | Froideval  | Ledroit               | 1992                 | Zenda Collection « Fantasy »                                     | 44          |
| 5  | La Danse écarlate            | Froideval  | Ledroit / Merlet      | 1994                 | Dargaud                                                          | 48          |
| 6  | La Couronne des ombres       | Froideval  | Pontet / Merlet       | 1995                 | Dargaud                                                          | 48          |
| 7  | De vents, de jade et de jais | Froideval  | Pontet / Merlet       | 1997                 | Dargaud                                                          | 48          |
| 8  | Le Glaive de justice         | Froideval  | Pontet / Merlet       | 1999                 | Dargaud                                                          | 48          |
| 9  | Les Chants de la négation    | Froideval  | Pontet / Favrelle     | 2000                 | Dargaud                                                          | 48          |
| 10 | L'Aigle foudroyé             | Froideval  | Pontet / Lencot       | 2003                 | Dargaud                                                          | 48          |
| 11 | Ave Tenebræ                  | Froideval  | Pontet / Lencot       | 2005                 | Dargaud                                                          | 48          |
| 12 | La Porte des Enfers          | Froideval  | Pontet / Lencot       | 2002                 | Dargaud                                                          | 48          |
| 13 | La Prophétie                 | Froideval  | Pontet / Guénet       | 2006                 | Dargaud                                                          | 48          |
| 14 | La Fin des temps             | Froideval  | Pontet / Guénet       | 2008                 | Dargaud                                                          | 48          |

Comme indiqué dans La Prophétie, le quatorzième tome des Chroniques de la Lune noire est l'épisode final. Pour ponctuer la fin de la série, trois couvertures alternatives de ce dernier tome sont peintes par Olivier Ledroit : Wismerhill chevauchant son dragon et survolant une cité en flammes ; Hellaynnea la succube ; un seigneur de la négation. Les trois mises côte à côte forment un triptyque.
En 2011, une préquelle est sortie avec un nouveau dessinateur, Fabrice Angleraud:
| N° | Titre           | Scénariste | Dessinateur/Coloriste    | Première publication | Éditeur | Nb de pages |
| -- | --------------- | ---------- | ------------------------ | -------------------- | ------- | ----------- |
| 0  | En un jeu cruel | Froideval  | Angleraud / Pérusse-Bell | 2011                 | Dargaud | 46          |

En 2012, Froideval et Angleraud inaugurent un second cycle, ou « saison 2 » :
| N° | Titre                     | Scénariste | Dessinateur/Coloriste    | Première publication | Éditeur | Nb de pages |
| -- | ------------------------- | ---------- | ------------------------ | -------------------- | ------- | ----------- |
| 15 | Terra Secunda (livre 1/2) | Froideval  | Angleraud / Pérusse-Bell | 2012                 | Dargaud | 44          |
| 16 | Terra Secunda (livre 2/2) | Froideval  | Angleraud / Pérusse-Bell | 2014                 | Dargaud | 44          |
| 17 | Guerres ophidiennes       | Froideval  | Angleraud / Pérusse-Bell | 2015                 | Dargaud | 48          |
| 18 | Le Trône d'Opale          | Froideval  | Angleraud / Pérusse-Bell | 2017                 | Dargaud | 44          |
| 19 | Une semaine ordinaire     | Froideval  | Angleraud / Bègue        | 2018                 | Dargaud | 48          |
| 20 | Une porte sur l'enfer     | Froideval  | Angleraud / Bègue        | 2019                 | Dargaud | 56          |
| 21 | Sic Transit Gloria Mundi  | Froideval  | Angleraud / Vidal        | 2021                 | Dargaud | 48          |
| 22 | La Forteresse d'Opale     | Froideval  | Angleraud / Loublier     | 2024                 | Dargaud | 48          |

Froideval lance en novembre 2013 un tome hors série : l'Empire de la Négation. Il s'agit d'un guide de l'empire de Wismerhill à travers le témoignage de l'espionne Netsharine.

## Adaptations

### Jeu vidéo
- Chroniques de la Lune noire (Black Moon Chronicles) : adaptation en jeu vidéo de l'univers. Ce jeu de stratégie en temps réel, sorti sous Windows en juillet 1999, a été développé et édité par Cryo Interactive Le joueur a accès à un système lui permettant d'effectuer des choix de manière limitée pour ses déplacements longue distance, ces choix influent sur les batailles auxquelles on participe avec des troupes sous forme d'un personnage animé pour des centaines de combattants, plusieurs de ces personnages forment une unité qui ne rendent pas l'effet de masse de la bd mais facilitent le jeu. Ce jeu retrace un cheminement des possibilités pour parvenir à un échec ou à un succès vers la gloire du héros à travers de nombreux défis. Un éditeur de jeu est intégré au jeu.
- Drakkhen : jeu de rôles sorti en 1989 sur Atari ST et Amiga et se situant des années après la fin de l'histoire contée dans le cycle BD. Le jeu était accompagné d'un livret somptueux retraçant l'historique des évènements et introduisant le scénario. La parenté entre les Chroniques de la Lune noire et ce software n'est pas explicite mais des indices sont donnés : le livret se réfère en effet à un très puissant « Empereur » qui règne sur le monde connu et à sa grande sagesse ; le culte de ce monde, apparemment relativement récent, est celui d'un Dieu unique ; et surtout le langage des dragons est exactement le même que dans la bande dessinée (le terme « Drakkhen » lui-même est issu de la série). Pour finir, le scénario est de François Marcela-Froideval et les illustrations d'Olivier Ledroit. Le jeu étant très éloigné de la BD, il n'est cependant pas nécessaire de lire le cycle pour en profiter pleinement.

### MMORPG
- Black Moon Chronicles: Winds of War : adaptation en MMORPG par Vircom en 2001 et abandonné en Beta-ouverte lors de la fermeture de leur filiale interactive, reprise du développement par AGO en 2008, puis Bruma Studios en 2012.
- The Chronicles of Black Moon: Battle songs : adaptation de la série en MMORPG développé par DigiLand Entertainment

### Jeu de figurines
Le Retour des Dieux : Les Chroniques de la Lune noire (Ilyad Games) : adaptation de la série en jeu de figurines reprenant les règles du Retour des Dieux

### Jeu de plateau/wargame
Ave Tenebrae (Jeux Descartes) : en 1986 sortait ce jeu de plateau/wargame de François Marcela Froideval. Les unités sont représentées par des pions en carton découpé qui se déplacent sur une carte hexagonale. Bien que l'affiliation aux Chroniques de la Lune noire ne soit pas clairement signalée, les scénarios proposés racontent l'ascension de Wismerhill au titre d'empereur, et l'image de couverture représente très clairement le personnage de la bande dessinée dans une de ses armures. À noter qu'à l'époque, les albums parus étaient encore peu avancés dans l'histoire, mais le scénario du wargame racontait déjà la fin dans les grandes lignes.
Une extension, Fiefs et empires, voit le jour deux ans après et offre un plateau modulable ainsi que des règles de gestion basiques.